# قشلاق جوق علیا
قشلاق جوق علیا یک روستا در ایران است که در دهستان انگوران واقع شده‌است. قشلاق جوق علیا ۷۷ نفر جمعیت دارد.